# Там вдалині, за рікою
«Там вдалині, за рікою» — радянський художній фільм, знятий у 1975 році режисером Михайлом Іллєнком на Кіностудії ім. О. Довженка. Екранізація повісті В. Дроздова і Ю. Капусто «Війна на хуторах, або Юність Феді Панька».
Фільм вийшов в прокат в УРСР у 1975 році з українським дубляжем від Кіностудії Довженка. Станом на 2020 український дубляж фільму досі не знайдено та не відновлено.
Приз Держкіно Української РСР за найкращу режисуру Михайлу Іллєнку (1976, Всесоюзний кінофестиваль «Молодість» у Києві).

## Сюжет
Фільм про події 1920-х років, що відбувалися на території України. В одному із сіл лютує банда ворогів Радянської влади. Повернувшись додому, поранений 15-річний червоноармієць Федя Панько вирішує знешкодити ворога, який, виявляється, діє не тільки на полі битви…

## У ролях
- Володимир Шпудейко — Федір Панько
- Сергій Корнієнко — Стьопа, син командира Сахно
- Ірина Шевчук — Ніна Порічна, бібліотекар клубу комунарів
- Володимир Іванов — Іван Юхимович Сахно, командир червоного волосного загону по боротьбі з бандитизмом
- Юрій Мажуга — Єгор Карпович Тараканов, отаман банди, колишній конюх
- Володимир Шакало — Вася Дудар, комунар
- Світлана Родіна — Галя Черешня
- Володимир Олексієнко — Захар Черешня
- Лілія Гурова — мати Феді
- Борис Болдиревський — батько Феді, свідомий пролетар, шахтар
- Андрій Подубинський — Семен Семечкін, голова повітового НК
- Юрій Дубровін — Микитович, комунар
- Світлана Кондратова — Микитівна, комунарка
- Сергій Свєчников — Стрігунцов, комунар
- Ніна Реус — Варька, вдова
- Лев Перфілов — бандит
- Ірина Кіхтьова — дружина Васі Дударя
- Василь Фущич — комунар
- Іван Бондар — комунар
- Леонід Бакштаєв — бандит, який здав в полон
- Вітольд Янпавліс — бандит
- Віктор Степаненко — Остап, комунар
- Микола Олійник — Пантелей Желтобрюхов-Гнівний, боєць винищувального загону НК
- Андрій Праченко — епізод
- Анатолій Юрченко — епізод
- Сергій Бржестовський — епізод
- Олександр Толстих — епізод
- Богдан Жолдак — епізод
- Сергій Журавель — епізод (немає в титрах)

## Знімальна група
- Автор сценарію: Євген Митько
- Режисер-постановник: Михайло Іллєнко
- Оператор-постановник: Вадим Іллєнко
- Художники-постановники: Сергій Бржестовський, Анатолій Мамонтов
- Композитор: Вадим Ільїн
- Звукооператор: Софія Сергієнко
- Режисер: Вітольд Янпавліс
- Оператор: В. Пономарьов
- Художник по костюмах: Л. Коротенко
- Художник по гриму: Яків Грінберг
- Редактор: Катерина Шандибіна
- Режисер монтажу: Елеонора Суммовська
- Комбіновані зйомки: оператор — Валерій Осадчий, художник — Михайло Полунін
- Асистенти режисера: Емілія Іллєнко, Н. Придатко
- Асистенти оператора: В. Саченко, Н. Гончарекно
- Київський камерний оркестр, диригент — Ігор Блажков
- Директор картини: І. Фідман